# Воронова (Крым)
Во́ронова (до 1948 года Алиба́й; укр. Воронова, крымскотат. Ali Bay, Али Бай) — исчезнувший посёлок в Сакском районе Республики Крым (согласно административно-территориальному делению Украины — Автономной Республики Крым), располагавшийся на юге района, в степной части Крыма, у границы с Симферопольскоим районом. Находился на правом берегу неглубокой долины ручья Алибай (левый приток реки Тобе-Чокрак), примерно в 2,5 километрах северо-восточнее современного села Тепловка.

### Динамика численности населения
| - 1864 год — 29 чел. - 1889 год — 46 чел. - 1892 год — 24 чел. - 1900 год — 32 чел. | - 1902 год — 104 чел. - 1915 год — 0 чел. - 1926 год — 96 чел. |

## История
Первое документальное упоминание села встречается в Камеральном Описании Крыма… 1784 года, судя по которому, в последний период Крымского ханства Алибай (в тексте Сали Бей Кесек) входил в Бахчисарайский кадылык Бахчисарайского каймаканства. После присоединения Крыма к России 8 февраля 1784 года, деревня, видимо, вследствие эмиграции татар, массовой после присоединения ханства к России, в Турцию, не была поставлена на учёт; территориально же она относилась, по новому административному делению, после создания 8 (20) октября 1802 года Таврической губернии, к Актачинской волости Симферопольского уезда.
Вскоре, видимо, пустую деревню заселили крестьянами из других российских губерний, и на карте генерал-майора Мухина 1817 года в Алибае обозначено 8 дворов. Не записана деревня и в «Ведомости о казённых волостях Таврической губернии 1829 года», хотя территориально она должна была относиться к Сарабузской волости; на карте 1836 года в деревне 3 двора, а на карте 1842 года Алибай обозначен как русский и помечен условным знаком «малая деревня» (это означает, что в нём насчитывалось менее 5 дворов).
В 1860-х годах, после земской реформы Александра II, деревню приписали к Сарабузской волости. В «Списке населённых мест Таврической губернии по сведениям 1864 года», составленном по результатам VIII ревизии 1864 года, Али-Бай — владельческий русский хутор, при источнике Али-Бае, с 5 дворами и 29 жителями (на трёхверстовой карте 1865—1876 годов в Русском Алибае обозначено 2 двора). В «Памятной книге Таврической губернии 1889 года», включившей результаты Х ревизии 1887 года, записан Али-Бай с 7 дворами и 46 жителями.
После земской реформы 1890 года деревню приписали к Булганакской волости. По «…Памятной книжке Таврической губернии на 1892 год» в деревне Али-Бай, входившей в Эскендерское сельское общество, было 24 жителя в 6 домохозяйствах на общинной земле. По «…Памятной книжке Таврической губернии на 1900 год» в деревне числилось 32 жителя в 8 дворах. По «…Памятной книжке Таврической губернии на 1902 год» в деревне Али-Бай, входившей уже в Контуганское сельское общество, числилось, вместе с Контуганом, 104 жителя в 13 домохозяйствах. По Статистическому справочнику Таврической губернии. Ч.II-я. Статистический очерк, выпуск шестой Симферопольский уезд, 1915 год, в деревне Али-Бай (на земле наследниов М. Н. Шнейдера) Булганакской волости Симферопольского уезда числилось 18 дворов без жителей.
После установления в Крыму Советской власти, по постановлению Крымревкома от 8 января 1921 года была упразднена волостная система, и село включили в состав Подгородне-Петровского района. 11 октября 1923 года, согласно постановлению ВЦИК, в административное деление Крымской АССР были внесены изменения, в результате которых был ликвидирован Подгородне-Петровский район и образован Симферопольский район, в состав которого и включили Али-Бай. Согласно Списку населённых пунктов Крымской АССР по Всесоюзной переписи 17 декабря 1926 года, в селе Алибай, Дорт-Кульского сельсовета Симферопольского района, числилось 23 двора, из них 22 крестьянских, население составляло 96 человек. В национальном отношении учтено 89 русских, 3 армян, 2 эстонца, 1 немец, 1 татарин. Постановлением Президиума КрымЦИКа «Об образовании новой административной территориальной сети Крымской АССР» от 26 января 1935 года был создан Сакский район и село включили в его состав.
После освобождения Крыма от фашистов, 12 августа 1944 года было принято постановление № ГОКО-6372с «О переселении колхозников в районы Крыма», по которому в район из Курской и Тамбовской областей РСФСР в район переселялись 8100 колхозников, а в начале 1950-х годов последовала вторая волна переселенцев из различных областей Украины. С 25 июня 1946 года Алибай в составе Крымской области РСФСР. Указом Президиума Верховного Совета РСФСР от 18 мая 1948 года Алибай переименовали в Воронова. 26 апреля 1954 года Крымская область была передана из состава РСФСР в состав УССР. На 15 июня 1960 года селение ещё числилось в составе Ивановского сельсовета. К 1968 году посёлок был упразднён «в связи с переселением жителей» (согласно справочнику «Крымская область. Административно-территориальное деление на 1 января 1968 года» — в период с 1954 по 1968 год).